# Route nationale 1 (Indonésie)
Pour les articles homonymes, voir Route nationale 1.

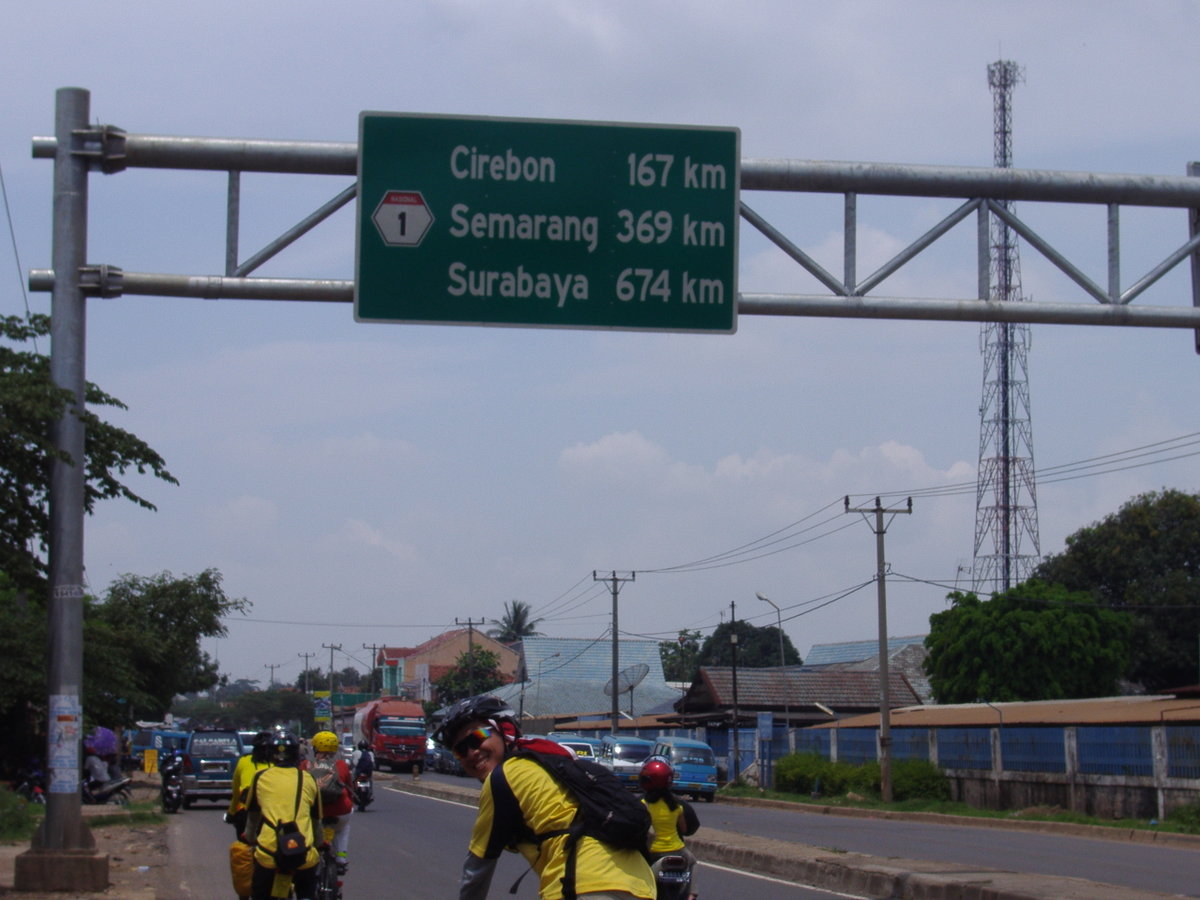
La route nationale 1 en Indonésie

La Jalan Nasional Rute 1 est l'axe routier principal de l'île de Java en Indonésie. Elle suit la côte nord de l'île et traverse cinq provinces : Banten, Jakarta, Java occidental, Java central et Java oriental, reliant les villes de Merak, port d'embarquement pour l'île de Sumatra à l'ouest, et Ketapang, port d'embarquement pour Bali à l'est. Cette route est également appelée « Pantura » (Pantai Utara, c'est-à-dire « côte nord ») ou « Trans Jawa ». Elle est constituée de tronçons routiers ordinaires et d'autoroutes.

## Trajet
- Merak
- Cilegon
- Serang
- Tangerang
- Jakarta
- Bekasi
- Karawang
- Cikampek
- Cirebon
- Pekalongan
- Semarang
- Demak
- Kudus
- Tuban
- Gresik
- Surabaya
- Porong
- Pasuruan
- Probolinggo
- Situbondo
- Ketapang